# 白蓮
白蓮（Pak Lin，？－1945年），活躍於1930年代的電影女明星，1939年末期移居新加坡當舞女，日佔時期，返回香港，再到法國殖民地廣州灣當舞女，此地最終亦被日本佔領。盟軍戰機在1945年空襲廣州灣，命中『華南舞廳』，白蓮與多位舞女同事及嫖客慘被炸死。

## 白蓮的電影作品
- 1938年
  - 《普天同慶》（1938年1月26日首映），飾演周婉玉（胡蝶影飾演）的侍婢；
  - 《紫霞杯》（1938年6月5日首映），飾演榮春；
  - 《桃色間諜》（1938年9月30日首映）；
  - 《豪華闊少》（1938年10月7日首映），尚存劇照；
  - 《錯點鴛鴦》（1938年10月18日首映）；
  - 《柳曼玲》（1938年11月25日首映）；
- 1939年
  - 《柳曼玲》（夜光杯》（1939年3月25日首映）；
  - 《柳曼玲》（孔雀開屏》（1939年7月4日首映）。

外部連結
- 香港電影資料館有關白蓮參演電影的記錄[永久]